# الثوماني (حبيش)

تعديل مصدري - تعديل

الثوماني هي إحدى قرى عزلة جبل خضراء بمديرية حبيش التابعة لمحافظة إب، بلغ تعداد سكانها 700 نسمة حسب تعداد اليمن لعام 2004.